# Eduardo Polonio
Eduardo Polonio (Madrid, 5 de enero de 1941-Valverde del Camino, 25 de diciembre de 2024) fue un compositor e intérprete de música electroacústica español.

## Biografía
Eduardo Polonio nació en Madrid el 5 de enero de 1941. Inició estudios de ingeniería de telecomunicaciones que abandonó posteriormente para enfocarse en su formación musical. Estudió piano, armonía, contrapunto y composición en el Real Conservatorio de Música de Madrid, consiguiendo el título de Profesor de Composición en 1968.
Completó su formación asistiendo entre 1966 y 1970 a los Cursos de Verano de Música Nueva de Darmstadt (Internationalen Ferienkurse für Neue Musik Darmstadt-INMD, Alemania en los que estudió instrumentación con Gunther Becker. En 1969 recibió una beca de la Fundación Juan March para realizar una residencia en el Instituto de Psicoacústica y Música Electrónica-IPEM (Instituut voor Psychoacoustica en Elektronische Muziek) de la Universidad de Gante, Bélgica. En 1970, Rabelaisiennes una de sus primeras obras electroacústicas , para guitarra preparada, cinta y filtros, fue seleccionada para el concurso del festival Gaudeamus, de Ámsterdam, Holanda.
Formó parte del grupo Koan en su primera etapa (1967-1970), como compositor e intérprete. A partir de 1969 trabajó en el Laboratorio Alea de Madrid y entre 1970 y 1972 fue integrante del grupo Alea Música Electrónica Libre’’, primera formación española dedicada exclusivamente a la ejecución de música electroacústica en directo.
En 1976 se trasladó a Barcelona iniciando su colaboración con el laboratorio Phonos, ciudad en la que también ejerció la docencia en educación secundaria. 
En 1983 fundó, junto con Rafael Santamaria, Obert-Art Actual, que en 1983, 1984 y 1985 organizó en Barcelona el festival Sis Dies d’Art Actual, dedicado al arte multimedia. En 1985 creó, junto con Gabriel Brncic y Claudio Zulian, el grupo Multimúsica, también especializado en la ejecución de música electroacústica en vivo.
Fue presidente, entre 1988 y 1994, de la Asociación de Música Electroacústica de España (AMEE). Fue miembro de la Academia Internacional de Música Electroacústica (Academie Internationale de Musique Eléctroacoustique/International Academy of Electroacoustic Music-AIME-IAEM’’) de Bourges, Francia. En 1994 obtuvo el prestigioso título ‘’Magisterium’’ del Gran Premio Internacional de Música Electroacústica (IMEB) de Bourges.
También fue miembro de la fundación Área de Creació Acústica de Mallorca, preside la asociación Creación Musical y Nuevas Tecnologías y dirige el estudio de música electroacústica Diáfano.
Polonio tuvo un papel fundamental en los grupos Trivio y Cremunute, así como en dar soporte a eventos como Punto de Encuentro, Ressò y Nuevas Propuestas Sonoras. 
Desde 2000 dirigió el ciclo Confluencias, arte y tecnología al borde del milenio, que se celebra en la ciudad de Huelva, organizado por la Junta de Andalucía.
Polonio, participó en los festivales Experimentaclub 02, La Casa Encendida Madrid (2002) y Esperimentaclub 03, La Casa Encendida, Madrid (2003)
El 13 de noviembre de 2021, Eduardo Polonio participó en el IX Festival Internacional Morada Sónica

## Obra
Eduardo Polonio, uno de los pioneros de la música electroacústica en España, después de más de 40 años de dedicación ha estrenado más de un centenar de obras que han sido estrenadas en prácticamente todo el mundo. También ha destacado por el gran número de colaboraciones que ha realizado como coautor con decenas de artistas multimedia, como por ejemplo: Eugeni Bonet, Eduardo Magliano, Pablo Monedero, Carles Pujol, Toni Rueda, Rafael Santamaría o Santiago Torralba. 
El compositor mantiene un catálogo actualizado de su obra en su página web.
| Año  | Obra | Tipo de obra                                                                                                   | Duración  |
| ---- | --- | --- | --------- |
| 1965 | Movimiento Ostinato | Concierto (piano)                                                                                              | 4'        |
| 1967 | Che Che Che | Cine (electroacústica)                                                                                         | 15'       |
| 1967 | Deux Exercices | Concierto (flauta, piano)                                                                                      | 5'        |
| 1967 | Pequeña música de cámara | Concierto (flauta, oboe, clarinete, trompa, violín y piano)                                                    | 5'        |
| 1968 | Apólogos | Concierto (flauta, clarinete, trompeta y trombón)                                                              | 15 '.     |
| 1968 | Fantaisie Impromptu | Concierto (piano)                                                                                              | 6'        |
| 1969 | Al | Concierto (3 a 5 instrumentos indeterminados)                                                                  | Variable  |
| 1969 | Andante Spianato | Concierto (piano)                                                                                              | 5'        |
| 1969 | Autodidaktische Phantasie und Fugue | Concierto (piccolo, oboe, clarinete, trompa, violín y piano)                                                   | 10'       |
| 1969 | Concert | Teatro Musical (electroacústica)                                                                               | Variable  |
| 1969 | Oficio | Concierto (electroacústica)                                                                                    | 15'       |
| 1969 | Para una pequeña margarita ronca | Concierto (electroacústica)                                                                                    | 7' 25     |
| 1969 | Primera Estancia | Instalación (electroacústica)                                                                                  | 37'       |
| 1969 | Rabelaisiennes | Concierto (guitarra preparada)                                                                                 | 10'       |
| 1970 | Continuo | Concierto (bajo eléctrico, guitarra eléctrica)                                                                 | 10'       |
| 1970 | Impulsos ópticos en progresión geométrica | Cine (electroacústica)                                                                                         | 15'       |
| 1970 | Cuarteto animal | Teatro Musical (cuarteto de cuerda)                                                                            | Variable  |
| 1970 | Migraciones Entrópicas | Teatro Musical (8 a 16 instrumentos indeterminados)                                                            | Va-riable |
| 1971 | Altaïr | Disco (electroacústica)                                                                                        | 2' 50     |
| 1971 | El reclinatorio en el tejado de la lejana abadía | Concierto (electroacústica)                                                                                    | 20'       |
| 1972 | It | Concierto (guitarra eléctrica, teclados electrónicos)                                                          | 44'       |
| 1975 | Exósmosis | Cine (electroacústica)                                                                                         | 15'       |
| 1976 | Calidoscopi | Multimedia (teclados electrónicos)                                                                             | 50'       |
| 1976 | Espai Sonor | Concierto (electroacústica)                                                                                    | 12'       |
| 1976 | Paso a dos | Disco (electroacústica)                                                                                        | 5' 2      |
| 1977 | Aenaoi Nefelai | Disco (electroacústica)                                                                                        | 4' 10     |
| 1977 | Per a Matar-ho | Multimedia (electroacústica)                                                                                   | Variable  |
| 1977 | Play Back | Concierto (grupo instrumental indeterminado)                                                                   | 14'       |
| 1977 | Rocus firmus | Disco (electroacústica)                                                                                        | 3' 41     |
| 1977 | Variaciones bajo fianza | Concierto (piano)                                                                                              | 10'       |
| 1978 | Arsilah | Disco (electroacústica)                                                                                        | 3' 8      |
| 1978 | Batka | Disco (electroacústica)                                                                                        | 6' 45     |
| 1978 | Do | Disco (electroacústica)                                                                                        | 2' 25     |
| 1978 | Infancia e iniciación de Orestes | Disco (electroacústica)                                                                                        | 5' 44     |
| 1978 | Munodi's Promenade | Disco (electroacústica)                                                                                        | 2' 45     |
| 1978 | Niña acaricia cortina | Disco (electroacústica)                                                                                        | 2' 55     |
| 1978 | Parlamento de goonies | Disco (electroacústica)                                                                                        | 2' 23     |
| 1978 | Paseo japonés en Nairobi | Disco (electroacústica)                                                                                        | 2' 18     |
| 1978 | Sí, Euclides | Disco (electroacústica)                                                                                        | 3' 28     |
| 1978 | Swan | Concierto (teclados electrónicos)                                                                              | 12'       |
| 1978 | Tratado de orugas inquietas | Disco (electroacústica)                                                                                        | 2' 53     |
| 1980 | Después del agujero negro | Disco (electroacústica)                                                                                        | 1' 49     |
| 1981 | Dempeus Assegut Agenollat | Multimedia (electroacústica)                                                                                   | 1h 10'    |
| 1981 | Flautas, voces, animales, pájaros, sierra, la fragua de protones, trompetas, frialdad con sangre, arpas judías, trompetillas, agua, agujero negro \|\| Concierto (electroacústica) \|\| 15' 5 | |           |
| 1981 | Valverde | Concierto (guitarra flamenca)                                                                                  | 10'       |
| 1982 | AMP | Concierto (piano)                                                                                              | 2'        |
| 1982 | Evohé! Evohé! | Disco (electroacústica)                                                                                        | 2' 16     |
| 1982 | Le Récif de Cancale | Disco (electroacústica)                                                                                        | 1' 16     |
| 1983 | Animalia | Teatro (electroacústica)                                                                                       | 1h 20'    |
| 1983 | De Fantasía Variaciones bajo fianza Rabelais en un trono | Concierto (piano prepara-do)                                                                                   | 10'       |
| 1983 | Difícil que las margaritas beban en la fuente | Disco (electroacústica)                                                                                        | 4' 17     |
| 1983 | San Quintín | Disco (electroacústica)                                                                                        | 1' 18     |
| 1983 | Sottovoce | Multimedia (electroacústica)                                                                                   | Variable  |
| 1983 | Tiento | Disco (electroacústica)                                                                                        | 4' 5      |
| 1984 | Alejandría | Disco (electroacústica)                                                                                        | 3' 26     |
| 1984 | Automat | Disco (electroacústica)                                                                                        | 3' 23     |
| 1985 | Cuenca | Concierto (electroacústica)                                                                                    | 13'       |
| 1985 | Cuenca (versión II) | Multimedia (grand chapeau chinois)                                                                             | 13'       |
| 1985 | Estate quieto ya! | Disco (electroacústica)                                                                                        | 2' 27     |
| 1985 | Oder valuta | Multimedia (electroacústica)                                                                                   | 60'       |
| 1985 | Robots uníos | Disco (electroacústica)                                                                                        | 3' 9      |
| 1985 | Vilafranca-Eclipsi | Multimedia (electroacústica)                                                                                   | Variable  |
| 1986 | Comecomecome rramm rramm | Concierto (mezzosoprano, guitarra, electrónica)                                                                | 6'        |
| 1986 | Comecomecome rramm rramm (versión II) | Concierto (electroacústica)                                                                                    | 7' 20     |
| 1986 | Continuo (versión II) | Concierto (teclados electrónicos)                                                                              | 10'       |
| 1986 | Espai Visual- Espai Sonor | Vídeo (electroacústica)                                                                                        | 12'       |
| 1986 | Tret de Gràcia | Televisión (electroacústica)                                                                                   | 1'        |
| 1986 | Valverde (versión II) | Concierto (teclados electrónicos)                                                                              | 8' 8      |
| 1987 | Denominació 021 | Multimedia (electroacústica)                                                                                   | Variable  |
| 1987 | El Lloguer del Miraller | Multimedia (electroacústica)                                                                                   | 30'       |
| 1987 | Juegos de noche | Teatro Musical (flauta, clarinete, oboe, fagot, trompeta violoncello)                                          | 21'       |
| 1987 | Kepler, Tycho, Marte | Concierto (electroacústica)                                                                                    | 19'       |
| 1987 | Movimenta | Teatro (electroacústica)                                                                                       | 22'       |
| 1988 | Dabalearrozalazorraelabad | Concierto (piano preparado)                                                                                    | 12 '      |
| 1988 | Kántikum Kuántikum | Concierto (electroacústica)                                                                                    | 25'       |
| 1988 | Narcissus | Concierto (viola, teclados electrónicos)                                                                       | 7' 30     |
| 1988 | Schmsch | Concierto (ocarina baja, viola, guitarra, electrónica)                                                         | 10'       |
| 1988 | Vida de Máquinas | Concierto (electroacústica)                                                                                    | 10'       |
| 1989 | Alteraciones | Multimedia (electroacústica)                                                                                   | 45'       |
| 1989 | Errance | Concierto (saxofón barítono)                                                                                   | 8'        |
| 1989 | Somnium | Concierto (electroacústica)                                                                                    | 10'       |
| 1990 | Anch'io sono pittore | Concierto (electroacústica)                                                                                    | 8' 28     |
| 1990 | Cuenca (versión III) | Concierto (teclados electrónicos)                                                                              | 13'       |
| 1990 | Errance II | Concierto (contrabajo)                                                                                         | 11'       |
| 1990 | Errance III | Concierto (flauta contralto)                                                                                   | 8'        |
| 1990 | Esa ola de luz | Concierto (electroacústica)                                                                                    | 3'        |
| 1990 | Homenat-jo | Vídeo (electroacústica)                                                                                        | 9'        |
| 1991 | Comecomecome rramm rramm (versión III) | Teatro Musical (mezzosoprano)                                                                                  | 5'        |
| 1991 | Comecomecome rramm rramm (versión IV) | Multimedia (teclados electrónicos)                                                                             | 7' 20     |
| 1991 | Diagonal | Concierto (flautas, viola, percusiones, teclados electrónicos)                                                 | 10'       |
| 1991 | Hoy comemos con Leonardo | Radio (electroacústica)                                                                                        | 46'       |
| 1991 | Ice Cream | Concierto (teclados electrónicos)                                                                              | 13'       |
| 1991 | Valverde (versión III) | Multimedia (teclados electrónicos)                                                                             | 8' 8      |
| 1992 | ChC | Concierto (electroacústica)                                                                                    | 10'       |
| 1992 | La Adonda le dijo al Fillo | Concierto (tenor, flauta, guitarra, viola, saxofón alto, piano)                                                | 8'        |
| 1992 | Pian Pianino | Teatro Musical (clarinete bajo, clarinete, requinto (un solo instrumentis-ta))                                 | 4'        |
| 1992 | Valverde (versión IV) | Multimedia (guitarra eléctrica, teclados electrónicos)                                                         | 8' 8      |
| 1993 | A-roving | Radio (electroacústica)                                                                                        | 20' 9     |
| 1993 | A-roving (versión II) | Concierto (teclados electrónicos)                                                                              | 20' 9     |
| 1993 | Histoires de Sons | Concierto (electroacústica)                                                                                    | 13'       |
| 1995 | Cantor i Pols | Instalación (electroacústica)                                                                                  | Variable  |
| 1995 | Variations U | Concierto (5 o 6 instrumentos indeterminados)                                                                  | 7'        |
| 1995 | Usession | Concierto (electroacústica)                                                                                    | 4' 24     |
| 1995 | Uno es el cubo • Fantasía kepleriana en cinco sólidos perfectos | Ópera (tenor, bajo, voz blanca, Electroacústica)                                                               | 1h 15'    |
| 1996 | Oh, Gabriel | Concierto (electroacústica)                                                                                    | 6'        |
| 1996 | Piedra | Concierto (electroacústica)                                                                                    | 5' 5      |
| 1996 | U flu for fru | Concierto (4 flautas de pico (soprano, contralto, tenor, bajo) y electroa-cústica)                             | 6' 28     |
| 1997 | Cos'hanno a che vedere la polifonia e la zoofilia? | Teatro Musical (piano, electrónica)                                                                            | 11'       |
| 1997 | Fuga a tre voci con alcune licenze | Concierto (clarinete, electrónica)                                                                             | 10'       |
| 1997 | Sota l'Arc / Sobre l'Arc | Multimedia (electroacústica)                                                                                   | Variable  |
| 1998 | Devil's dreams | Concierto (electroacústica)                                                                                    | 12' 8     |
| 1998 | Einai | Vídeo (electroacústica)                                                                                        | 3' 58     |
| 1998 | En un eclipse, en un eclipse total, en un apagón general del Universo | Concierto (electroacústica)                                                                                    | 7' 27     |
| 1998 | LP | Concierto (electroacústica)                                                                                    | 5' 31     |
| 1998 | Morellandina | Teatro Musical (banda)                                                                                         | 25'       |
| 1999 | Brief fast ambrosia | Concierto (electroacústica)                                                                                    | 8' 10     |
| 1999 | Dulce mal | Opera (mezzosoprano, barítono, teclados y procesadores electrónicos)                                           | 60'       |
| 1999 | Secuencia a Jorge | Concierto (4 saxofones soprano, saxofón alto, tenor, barítono, bajo (un solo instrumentita) y electroacústica) | 7'        |
| 2000 | ¿Dónde estás Peter? | Concierto (2 trompetas, trompa, trombón, tuba y electroacústi-ca)                                              | 9'        |
| 2000 | Sugar cane | Multimedia (electroacústica)                                                                                   | Variable  |
| 2000 | ¡Tierra tiembla! | Instalación (electroacústica)                                                                                  | Variable  |
| 2001 | Bernabé y Sofía no se fían | Concierto (electroacústica)                                                                                    | 5'        |
| 2001 | Trois moments précédant la genèse des cordes | Concierto (electroacústica)                                                                                    | 15'       |
| 2001 | Voz | Cine (electroacústica)                                                                                         | 5'        |
| 2002 | Circum-zap-in free | Instalación (electroacústica)                                                                                  | Variable  |
| 2002 | La última pócima | Concierto (acordeón y electroacústica)                                                                         | 9' 45     |
| 2003 | Hoy comemos con Leonardo II | Video (electroacústica)                                                                                        | 47'       |
| 2004 | El sueño de Akshoo | Vídeo (electroacústica)                                                                                        | 15'       |
| 2004 | Improvisación con formas frías | Concierto (electroacústica)                                                                                    | 13'       |
| 2005 | Dispersión de la luz | Cine (electroacústica)                                                                                         | 90'       |
| 2005 | No haga nada de lo que le digo | Instalación (electroacústica)                                                                                  | Variable  |
| 2005 | En realidad, no | Radio (electroacústica)                                                                                        | 3' 50     |
| 2006 | Matière Espace Temps | Concierto (electroacústica)                                                                                    | 16' 20    |
| 2006 | Sudoku-mix | Concierto (flauta en do, flauta contralto en sol, flauta baja, flauta sub-contrabaja y electroacústica)        | 14'       |
| 2007 | Glosa a Acariño | Vídeo (electroacústica)                                                                                        | 8' 3      |
| 2007 | Impromptu premeditato | Concierto (viola, saxofón soprano y piano)                                                                     | 6' 30     |
| 2007 | Lábrys | Concierto (electroacústica)                                                                                    | 47'       |
| 2008 | Discontent | Concierto (barítono-bajo y electroacústica)                                                                    | 9' 25     |
| 2008 | Ma non troppo | Radio (electroacústica)                                                                                        | 1'        |
| 2008 | Escena | Concierto (electroacústica)                                                                                    | 2' 49     |
| 2009 | Etoile de mer | Cine | 16' 3     |
| 2010 | Beyond us | Video electroacústica                                                                                          | 43'       |
| 2010 | Ritmos de vidrio roto | Soprano, mezzosoprano, Bajo y dispositivo octofónico electroacústico                                           | 46' 28    |
| 2020 | Volando por el Tiempo | Entrevista + Concierto electroacústico online en Festival Morada Sónica 2020                                   | 1h 54' 44 |

## Discografía
- La zona, recopilación de nueva música española (LP, 1988), con obras de Polonio, Macro-massa, Victor Nubla, Orfeón Gagarin, Esplendor Geométrico, Comando Bruno...
- Cultures Electroniques 8: Bourges 1994 Magisteres Et Prix, (doble CD, 1994)
- Alter Músiques Natives, (doble CD, 1995), con obras de Polonio, Macromassa, Avant-Dernières Pensées, La Fura Dels Baus, Gringos, Vagina Dentata Organ...
- Eduardo Polonio: obras electroacústicas 1969-1998 (5 CD): 1969-1985, que incluye las obras Acaricia la mañana, Bload Stations-Syntax Error, Para una pequeña margarita ronca, Oficio; 1976-1985, con las obras Valverde, Cuenca, Flautas, voces, animales..., De fantasía, variaciones bajo fianza..., Espai Sonor; 1986-1991, que incluye Narcissus, Ice Cream, Vida de Máquinas, Errance, Anch'io sono pittore, Diagonal, Comecome rramm rramm; 1991-1993 con  Histoires de Sons, Hoy comemos con Leonardo, ChC; 1993-1998, incluyendo Devil's Dreams, LP, Piedra, USession, A-Roving, Oh Ga-briel, En un eclipse... y Einai.
- Memorias electroacústicas (CD, 1992), "Phonos" (2000), "Nova Música"(2000), "I premio SGAE Música electrónica"(2002), "La cinta de Moebius #3"(2002),"Confluencias"(2003), "Desacuerdos"(2003), "Música concreta" AMEE(2008),"La flauta del S.XXI" (2008),"Ars Sonoro 25 años"(2012)